# Кантарана
Кантарана (итал. Cantarana) — коммуна в Италии, располагается в регионе Пьемонт, в провинции Асти.
Население составляет 934 человека (2008 г.), плотность населения составляет 96 чел./км². Занимает площадь 10 км². Почтовый индекс — 14010. Телефонный код — 0141.
Покровителями коммуны почитаются Иоанн Креститель, празднование 24 июня, и святой Рох.

## Демография
Динамика населения:

## Города-побратимы
- Шантрен, Франция (2007)

## Администрация коммуны
- Официальный сайт: http://www.comune.cantarana.at.it Архивная копия от 21 июня 2017 на Wayback Machine